# 18114 Rosenbush
18114 Rosenbush este un asteroid din centura principală de asteroizi.

## Descriere
18114 Rosenbush este un asteroid din centura principală de asteroizi. A fost descoperit pe 5 iulie 2000 la Stația Anderson Mesa în cadrul programului LONEOS. Asteroidul prezintă o orbită caracterizată de o semiaxă mare de 2,58 ua, o excentricitate de 0,12 și o înclinație de 13,9° în raport cu ecliptica.